# Tarcza migdałowata

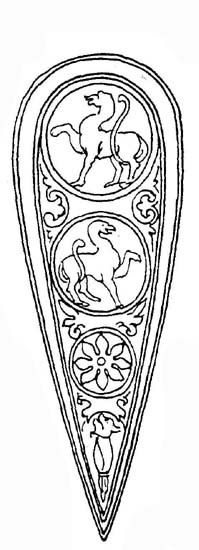
Rysunek tarczy typu normadzkiego

Tarcza migdałowata, tarcza normandzka – typ tarczy średniowiecznej. Nazwa pochodzi od charakterystycznego kształtu, zaokrąglonego u góry i ze szpiczastym dołem.
Używana była w Europie Zachodniej i w Polsce od XI wieku. Pierwsze wyobrażenia pochodzą z XI wieku, z Włoch, Hiszpanii i Francji, skąd została przejęta od Normanów.
Najczęściej używana była przez kawalerię, a jej wymiary są ściśle związane z proporcjami konia i jeźdźca. Jej rola nie ograniczała się jednak wyłącznie do jazdy konnej, bowiem dobrze też sprawdzała się w piechocie (na przykład podczas oblężeń).
W Polsce jej obecność pewna jest od ok. 1069 roku, gdy pojawiła się na monecie Bolesława Szczodrego. Z czasem przybierała ona mniej „migdałowaty” kształt, a zaczęła bardziej przypominać tarczę trójkątną, ze ściętą górną krawędzią. Opisywany tu kształt tarczy zanika niemal zupełnie w XIII wieku.

## Budowa
Jej cechą charakterystyczną były dość duże rozmiary (ponad metr wysokości) oraz kształt. Tarczę migdałową wykonywano z drewna i obciągano skórą lub pergaminem. Następnie była pokrywana barwnymi, oraz często fantazyjnymi dekoracjami, po czym okuwano ją po brzegach metalem. Pierwotnie tarcze miały umbo na środku, osłaniające imacz, które zanikło wraz z upowszechnieniem się rzemiennych pasów opinających całe przedramię wojownika, co uwalniało dłoń i pozwalało powozić koniem.

## Tarcza z podgrodzia szczecińskiego
Spory fragment tego typu tarczy został znaleziony we wczesnośredniowiecznych obwarowaniach podgrodzia Szczecina. Ze względu na skórzano-drewnianą konstrukcję tego typu znaleziska są bardzo rzadkie. Badania dendrochronologiczne datują tę tarczę na końcówkę XII wieku. Jej oszacowane wymiary wynosiły ok. 125–135 cm wysokości i 86 cm szerokości. Tarcza jest wykonana z drewna olchowego, nie nosiła śladów wzmocnień ani nie posiadała umba. Zachowały się też ślady malowanej ornamentyki. Jej zrekonstruowany kształt jest kanciasty, schodzący do szpica na górze i w jej najszerszej części, przez co przybiera kształt deltoidalny.

## Galeria

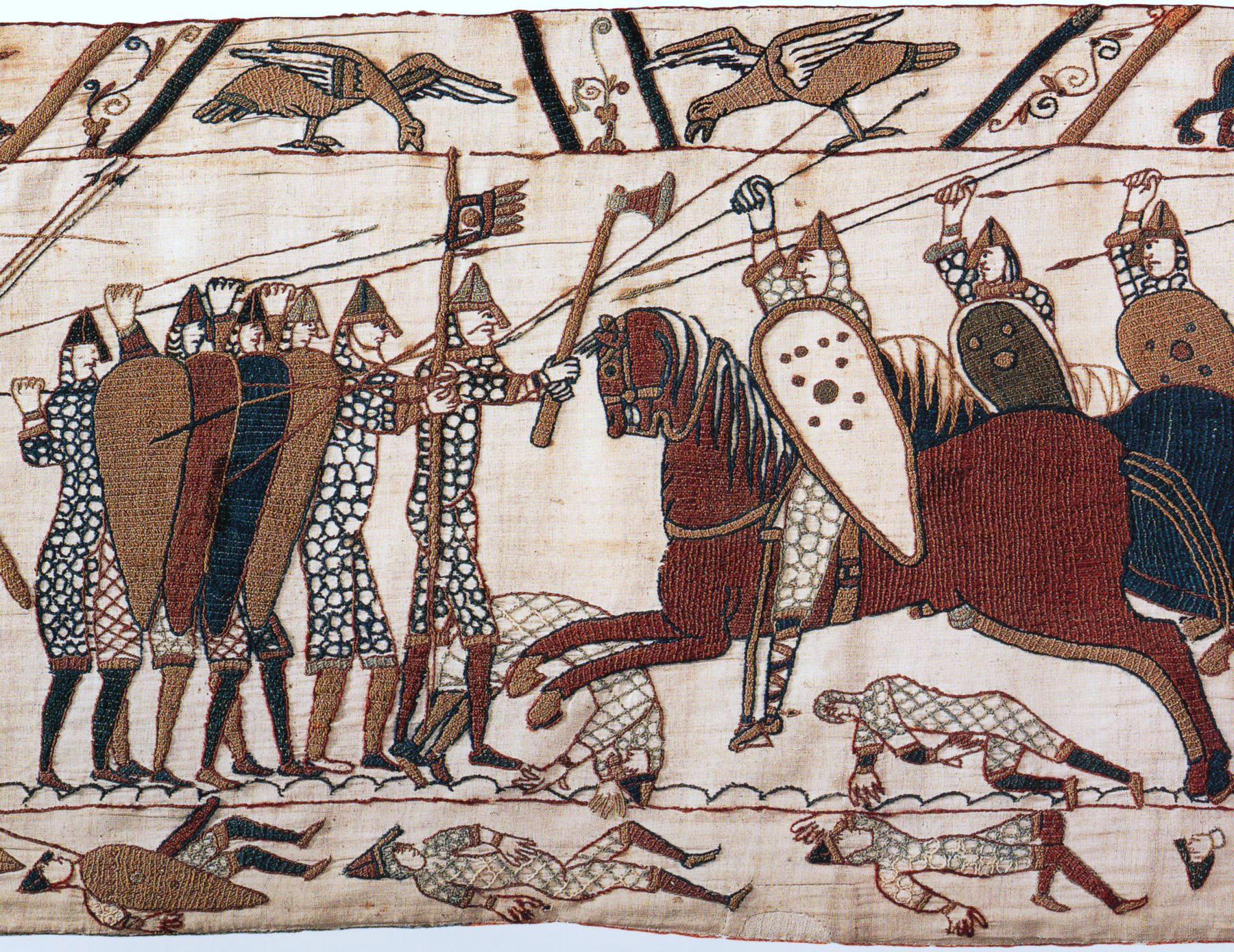
Kawalerzyści z tarczami migdałowatymi na Oponie z Bayeux
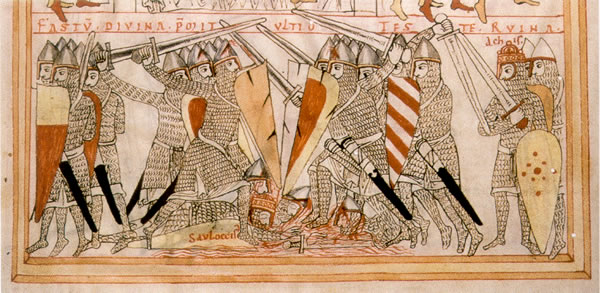
Tarcze na miniaturze w „Komentarzach do Psalmów” Piotra Lombarda, ok. 1180